# لورنس كولبرغ
يعد العالم الأمريكي لورنس كولبرج من أشهر المنظرين المعاصرين في هذا الميدان حيث يعود اهتمامه بالحكم الخلقي Moral Judment إلى رسالته للدكتوراه التي تقدم بها إلى جامعة شيكاغو عام 1958م ، وفيها حدد محكات السلوك الخلقي التي استمدها من بياجيه وبالدوين وهير ودوركايم وميد ، وفي دراسته فحص كولبرج ( التفكير الخلقي ) لدى 72 طفلاً أعمارهم ( 10 ، 13 ، 16 ) سنة عند التعامل مع مواقف معضلة فرضية ذات طابع خلقي ، وفيها صراع بين الانصياع للقواعد القانونية الاجتماعية وأوامر السلطة من ناحية وبين الحاجة البشرية لتحقيق رفاهية الأفراد الآخرين من ناحية أخرى . وصاغ هذه المواقف المعضلة في صورة قصصية .
يعتبر نمو الأحكام الأخلاقية أحد أهم مظاهر نمو الشخصية عند الإنسان إذ يعتبر هذا الجانب من الأبعاد الهامة التي تهم الإنسان في كل جانب من جوانب حياته . فالأخلاق تعمل على تنظيم علاقات أفراد المجتمع مع بعضهم البعض في مجالات متعددة ، كما أنها تقف وراء كل عمل إنساني وتنظيم اجتماعي ، واقتصادي ، وديني أو سياسي ، فالأخلاق تكون بهذا سلوكاً مركباً وليس سلوكاً بسيطاً حيث هي صفة مركبة من مجموعة من الأبعاد. ويعتبر النمو الخلقي من أهم مظاهر النمو الاجتماعي عند الأفراد والذي يمكن من خلاله الحكم على مدى سواء شخصياتهم أو انحرافهم كما يعتبر النقص في هذا الجانب السبب الكبير فيما نعانيه اليوم من مشكلات وذلك لأن الكثير من مشكلات المجتمع الراهنة هي تعبيرات عن أزمة أخلاقية.

## الأساس نظرية بياجيه في النمو المعرفي
على الرغم من اعتقاد بياجيه بأن النمو العقلي المعرفي ينتج عن تفاعل العوامل البيئية البايولوجية إلا أنه يعطي وزناً أكبر للجانب البايولوجي ، ولذا يرى أن الفرد يمر بأربع مراحل للنمو العقلي المعرفي في بداية ميلاده إلى مرحلة المراهقة . وبعد أن أثبتت الدراسات بصفة عامة صدق تتابع المراحل في أي مجتمع إلا أن فروقاً فردية وثقافية وجدت في سرعة النمو ومدى تحقيق المراحل العليا من النمو المعرفي وهذه المراحل هي :

## مرحلة التفكير الحس حركي
وهي تقابل مرحلة المهد ( من الميلاد – نهاية العام الثاني ) ويعتمد الطفل في هذه المرحلة في تفاعله على الحس والحركة والتي تكون في البداية عبارة عن قدرات طبيعية .

## مرحلة ما قبل العمليات العقلية
وهي تقابل مرحلة الطفولة المبكرة ( من سنتين إلى 6 سنوات ) وخلال هذه المرحلة يكون الطفل بصفة عامة متمركزاً حول ذاته يعتمد على الخيال المشوه ولا يدرك الواقع ، ومثال على نمط التفكير في هذه المرحلة كاعتقاد الطفل بأن للجمادات حياة أو بأنه يمكن للموتى العودة للحياة ونحوها.

## مرحلة التفكير الواقعي
وهي تقابل الطفولة المتوسطة والمتأخرة ( 6 – 10 سنوات ) وفيها يدرك الفرد الأشياء كما هي ويعتمد تفكيره على ما هو موجود فعلاً ، ويكون قادراً على القيام بالعمليات العقلية التي تعتمد على الخبرة الحسية الواقعية ذلك أن الفرد يصبح أقل تمركزاً حول ذاته وأقدر على الحفظ .

## مرحلة التفكير المجرد
وتبدأ من سن ( 11 – 12 سنة ) وتقابل هذه المرحلة مرحلة العمليات العقلية العيانية . ولاحظ بياجيه أن الأطفال يظهرون اهتماماً بقواعد اللعب حيث يمارسون الاتفاق المتبادل مع احترام القواعد والقوانين التي أصبحت معروفة لدى المجتمع كله .

## مراحل النمو الأخلاقي عند بياجيه
1. الأخلاقية خارجية المنشأ أو أخلاقيات التحكم :
```
ويكون تفكير الأطفال في هذه المرحلة يتميز بالانصياع العاطفي للسلطة الخارجية كما تقوم أخلاقياتهم في هذا المستوى على الاحترام من جانب واحد فالأطفال يعتبرون الكبار أكثر حكمةً وقوةً مما يكون لديهم مشاعر الحب والإعجاب والخوف وبسبب ذلك تصبح أوامر الكبار واجبة التنفيذ .
```

2. الأخلاقية الذاتية المنشأ أو أخلاقية التعاون :
```
نتيجة لنمو الطفل ولتراكم خبراته الاجتماعية يبدأ التفاعل الاجتماعي مع أقرانه وأنداده فيأتي التفاعل على أساس الأخذ والعطاء على أساس تبادلية التأثير والتأثر ويتم إدراك القواعد والترتيبات الاجتماعية عن طريق الخبرة الاجتماعية القائمة على التعاون الذي يؤدي إلى أحداث مقبولة فالجميع يريد الخير ولا يريد الشر ، وبذلك تتضح أهمية التعاون والاحترام من جميع الجوانب .
[
5
]
```

## نظرية لورانس كولبرج Kohlberg في النمو الأخلاقي
تعتبر نظرية كولبرج Kohlberg من أحدث نظريات النمو الأخلاقية حيث عمل كولبرج على إعادة عمل بياجيه واستطاع أن يطور طريقة لقياس مستوى الحكم الأخلاقي ، وبطريقة مشابهة لوجهة نظر بياجيه اعتمد كولبرج على مبدأ العدالة كمبدأ قادر على توفير قاعدة لفهم الأحكام الأخلاقية عالمياً .

## المستوى الأول: ويسمى ما قبل العُرف والقانون
1- مرحلة أخلاقية العقاب والطاعة : يقع غالبية الأطفال تحت سن عشر سنوات في هذه المرحلة كنتيجة لتمركزهم الشديد حول ذواتهم ، مما يدفعه بهم إلى ربط الأحكام الأخلاقية بقواعد السلطة الخارجية وما يترتب على سلوك الفرد من ردود أفعال مادية لمن يمثل السلطة ، فالصحيح أو المقبول هو ما تثيب عليه السلطة ، والخطأ أو غير المقبول هو ما تعاقب عليه السلطة .
2- مرحلة الفردية والغائية التبادلية : وفيها يدرك الفرد أنه لا توجد وجهة نظر واحد صحيحة تأتيهم من سلطة ما . وفي هذه المرحلة يتم تقييم القرارات الأخلاقية على أساس إشباع الرغبات الشخصية . إن العلاقات الإنسانية تقوم على مبدأ الأخذ والعطاء وأن ما يسبب لذة لشخص ما يأتي في المقدمة بالنسبة له بغض النظر عما يتعرض له الآخرون .

## المستوى الثاني: أخلاقيات العرف والقانون
هذا المستوى يعبر عن تحول كيفي في مستوى الأحكام الأخلاقية وبصفة عامة ترتبط أحكام الفرد الأخلاقية بالالتزام بالأعراف والقوانين ويقع فيه أغلب المراهقين والراشدين في أي مجتمع ويشمل المرحلتين التاليتين :
3-مرحلة التوقعات الشخصية المتبادلة والعلاقات الشخصية والمسايرة الاجتماعية : يُكـوِّن الفرد في هذه المرحلة وجهة نظر فردية في علاقته مع الآخرين نتيجة لقدرته على التعرف على المشاعر المتبادلة التي تمكنه من وضع نفسه في مكان الآخرين واتخاذ القرارات الأخلاقية على أساس عمل ما هو طيب في نظر الناس . ويظهر الفرد القدرة على تفهم مشاعر الآخرين ، ولكي يكون الفرد مقبولاً وبارزاً في هذه المرحلة يجب أن تتسم علاقته بالآخرين بالثقة والطاعة والود .
4-مرحلة النظام الاجتماعي والضمير : يصل الفرد في هذه المرحلة إلى درجة عالية من النمو الأخلاقي إذ أنه يؤدي الواجبات التي عليه بشكل جيد متجاهلاً العلاقات الشخصية والتوقعات التي تعتبر ضرورة في المراحل السابقة بوصفها اساساً للحكم الأخلاقي إذا يعتقد أن الطريق الصحيح أو الالتزام الخلقي يحدث بالالتزام بالقانون على اعتبار أنه يحمي المجتمع من السقوط ويمثل القانون مرجعاً لحل أي مشكلة حسب رأيه .

## المستوى الثالث: ما بعد العرف والقانون
وهذا المستوى يصل إليه كل من المراهقين والراشدين وفيه يتخطى الفرد مرحلة أخلاقية القوانين أو الالتزام بالقانون إلى مرحلة الالتزام بالمبادئ الأخلاقية حيث تكون الأحكام الأخلاقية أكثر تعظيماً فيها من المراحل السابقة إذ لا ترتبط بالقانون بشكل حرفي . ويشمل هذا المستوى مرحلتين هما :
5-أخلاقية العقد الاجتماعي والحقوق الفردية : حيث يتخطى الفرد في هذه المرحلة مجرد الالتزام بشكل القانون إلى فهم جوهره وأساسه وفهمه كقواعد متفق عليها لحماية المجتمع (العقد الاجتماعي) . ومن أمثلة استجابات الأفراد في هذه المرحلة الاستجابات التالية :
أ‌. أخذ الدواء خطأ ، ولكن على الحاكم أن يأخذ في اعتباره حياة المرأة وضرورة إنقاذها وأن يتعامل مع القضية بمرونة لحق المرأة في الحياة .
6-مرحلة المعايير الأخلاقية العالمية (العامة) : يتخطى الفرد في هذه المرحلة مناقشة القوانين وصلاحيتها في مواقف معينة ليصل إلى المبادئ الأخلاقية العامة التي تحكم البشر ككل . فالصواب يعرف عن طريق ما يقرره الضمير طبقاً لمبادئ أخلاقية يختارها الشخص لنفسه وتحتكم إلى المبادئ المثلى للعدل والمساواة بغرض تحقيق التوازن بين الحقوق المتعارضة .

## التطبيقات التربوية للنظرية
- معرفة خصائص الارتقاء المعرفي ومراحله يساعد المعلم على معرفة طبيعة تفكير الطفل في مراحل نموه المختلفة بحيث يوجه اهتمامه إلى الاستجابات المرتبطة بمرحلة النمو التي يعيشها الطفل الآن ، كما أن المعلم يستطيع أن يحدد أهدافه في ضوء السلوك المتوقع من الطفل في هذه المرحلة .
- يستفيد واضعو المناهج ومصممو البرامج التعليمية في وضع مواد تتفق مع طبيعة العمليات المعرفية العقلية لأطفال المراحل التعليمية المختلفة وفقاً لأعمارهم ووفقاً للمراحل الارتقائية التي يمرون بها .
- الوقوف على خصائص النمو المعرفي ومراحله يمكن المعلم من التعرف على طبيعة تفكير الطفل في مراحل نموه المختلفة ، ويوجه انتباهه إلى الاستجابات المرتبطة بمراحل نموه ، ويحدد أهدافه في ضوء السلوك المتوقع أداءه في هذه المرحلة .
- لما كانت عملية النمو المعرفي تقوم اساساً على إيجاد التوازن بين الطفل والبيئة وهو أمر يستلزم التفاعل بين الطفل والعالم المحيط به ، لذا يجب وضع الطفل في بيئة نشطة وفعالة لتسهيل التعلم وممارسة أساليب الاكتشاف الذاتي التي يقوله بها بياجيه .
- توفر خصائص النمو المعرفي إمكانية وضع اختبارات تقيس مستوى النمو العقلي عند المتعلمين بحيث تحل محل اختبارات الذكاء التقليدية وتمكن المعلمين من الوقوف على مرحلة النمو المعرفي التي وصل إليها طلابهم .

## أهم جوانب الاتفاق ما بين بياجيه وكولبرج
انطلق كولبرج ليطور نظرية بياجيه في نمو الأحكام الأخلاقية متفقاً معه في كثير من الجوانب ومن أهمها وفق نظر الباحث :
1. تأكيدهما على أهمية النمو المعرفي الذي يعتبر اساساً للنمو الأخلاقي .
2. اتفاقهما على أن هناك مستوىً معرفياً لإصدار الأحكام الخلقية .
3. اتفقا على أن هناك مفاهيم أخلاقية تحتضنها كل ثقافة مثل الحب ، العدل ، السلطة .
4. اتفقا على فكرة أن العمر الفعلي عامل مهم لوجود خط نمائي للأخلاق .
5. اعتبرا العدل مفهوماً أساسياً للنمو الأخلاقي وتحقيق الاتزان الاجتماعي بين الأفراد .

## أهم جوانب الاختلاف ما بين بياجيه وكولبرج
ومع ذلك فإن هذا الاتفاق لم يمنع من وجود بعض جوانب الاختلاف بينهما ومن أهمها :
1. اهتم كولبرج بالنمو المعرفي أكثر من بياجيه .
2. تضمن وصف بياجيه لخصائص النمو عند الأطفال مرحلتين أما كولبرج فقد حدد ست مراحل كل مرحلة تتضمن تحولاً عن السابقة .
3. اختلفا في ذروة النمو الأخلاقي حيث حدد كولبرج سن (25) سنة كحد أعلى ، أما بياجيه فقد حدد سن (18) سنة كحد أعلى .
4. بياجيه يرى أن الغرض من التفاعل بين الأنداد زيادة الشعور بالمشاركة الوجدانية عند الأطفال ، أما كولبرج فاعتبره أمراً للتخلص من التمركز حول الذات .[2]

## روابط خارجية
- لورنس كولبرغ على موقع الموسوعة البريطانية (الإنجليزية)
- لورنس كولبرغ على موقع إن إن دي بي (الإنجليزية)